# گالوشفا
گالوشفا (به مجاری:  Gálosfa) یک منطقهٔ مسکونی در مجارستان است که در ناحیه کاپوشوار واقع شده‌است. گالوشفا ۱۹٫۷۶ کیلومتر مربع مساحت و ۲۰۰ نفر جمعیت دارد.